# ヒポデルミンC
ヒポデルミンC(Hypodermin C、EC 3.4.21.49)は、以下の化学反応を触媒する酵素である。
天然のコラーゲンを含むタンパク質を-Ala結合で加水分解し、75%のN末端断片と25%のC末端断片を生成する。
この酵素は、キスジウシバエの幼虫から単離された。